# シャムラプトル
シャムラプトル（学名：Siamraptor）は、前期白亜紀のアジアに生息したアロサウルス上科に属する獣脚類の恐竜の属。タイプ種シャムラプトル・スワティ（Siamraptor suwati）のみを含む単型の属である。タイプ種の化石はタイ王国ナコーンラチャシーマ県でコラート層群コク・クルアト層から産出しており、属名はタイ王国の旧名に由来し、種小名はSuwat Liptapanlopへの献名である。2007年に初めて化石が発見され、2019年にPLOS ONE誌上で記載・命名された。

## 発見と命名

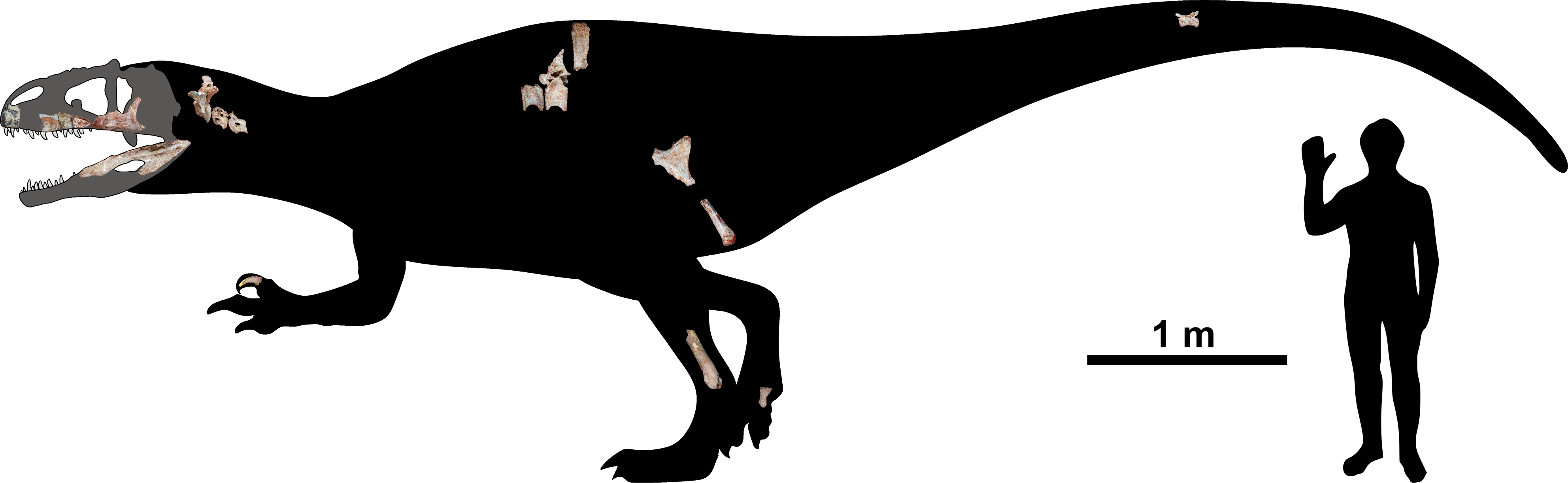
人間との大きさ比較

シャムラプトル属のタイプ種シャムラプトル・スワティの化石は、2007年から2009年にかけての福井県立恐竜博物館とナコーンラーチャシーマー・ラーチャパット大学附属珪化木鉱物資源東北調査研究所（通称：コラート化石博物館）との共同調査にて発見・回収された。2007年以降の調査で得られた化石コレクションには大型獣脚類の部分的な頭骨・脊椎・四肢骨が含まれており、その一部は未同定の獣脚類化石としてコラート化石博物館で展示されていた。
NRRU-F01020008は下部白亜系アプチアン階のコラート層群コク・クルアト層で発見されており、上角骨・前関節骨・関節骨からなる右側の下顎から構成されている。本種のものとされた他の骨格要素には最低3個体の単離した化石が含まれており、その大半は頭蓋骨と下顎からなり、前肢の末節骨、一連の3個の頸椎、2個の部分的な坐骨、1個の尾椎、2個の胴椎の椎体と1本の神経棘、部分的な脛骨と左の後肢の趾骨を構成要素に含む。これらの化石に基づく両館による共同研究の末、Chokchaloemwong et al. (2019)でタイプ種が記載され、新属新種として命名された。
属名はタイ王国の旧名「シャム」（siam）とラテン語で「略奪者」を意味するraptorとを組み合わせたものであり、属名全体で「タイの略奪者」を意味する。種小名はコラート化石博物館を支援したSuwat Liptapanlopへの献名である。

## 特徴
Chokchaloemwong et al. (2019)ではシャムラプトルの固有派生形質が記載されている。頬骨の下端は凸状または起伏状でなく直線状をなし、前側の枝が高く眼窩の下に位置する。上角骨は後部に深い楕円形の窪みが存在し、後側の上角孔が他の4個存在する（他の大半の獣脚類では2個）。上角骨と前関節骨との間ではそれに沿って狭い溝が長く走る。関節骨と前関節骨との間の縫合線の切痕は孔により穿たれている。前側の頸椎にはparapophysis（下側の肋骨関節部）に追加の含気孔が存在する。頸椎と後側胴椎には対をなした小型の孔が神経棘の基部に存在する。

## 分類
シャムラプトルはカルカロドントサウルス類に分類されている。Chokchaloemwong et al. (2019)による系統解析では、シャムラプトルは既知のカルカロドントサウルス類の中でも最も早期に分岐した系統に位置すると結論付けられた。基盤的な属が東南アジアで発見されたことは、ギガノトサウルスに代表されるカルカロドントサウルス類の適応放散を知る上で非常に重要とされている。
その後に公開された2024年の研究でシャムラプトルはオリオン統類に属さないテタヌラ類に位置付けられたが、同年のAlpkarakushの研究で再びカルカロドントサウルス類として扱われている。